# Doprava v Thajsku

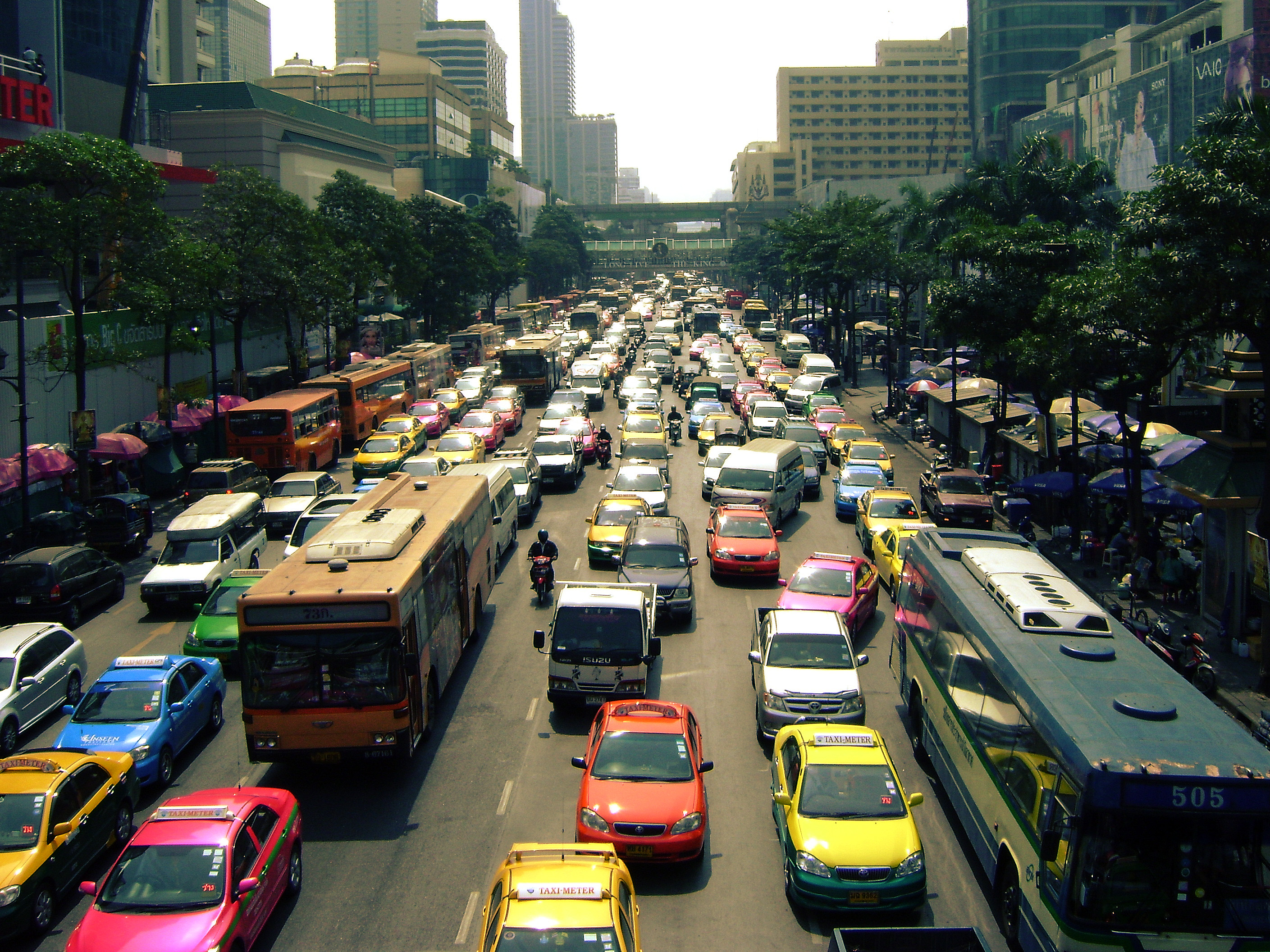
Silniční provoz v Bangkoku

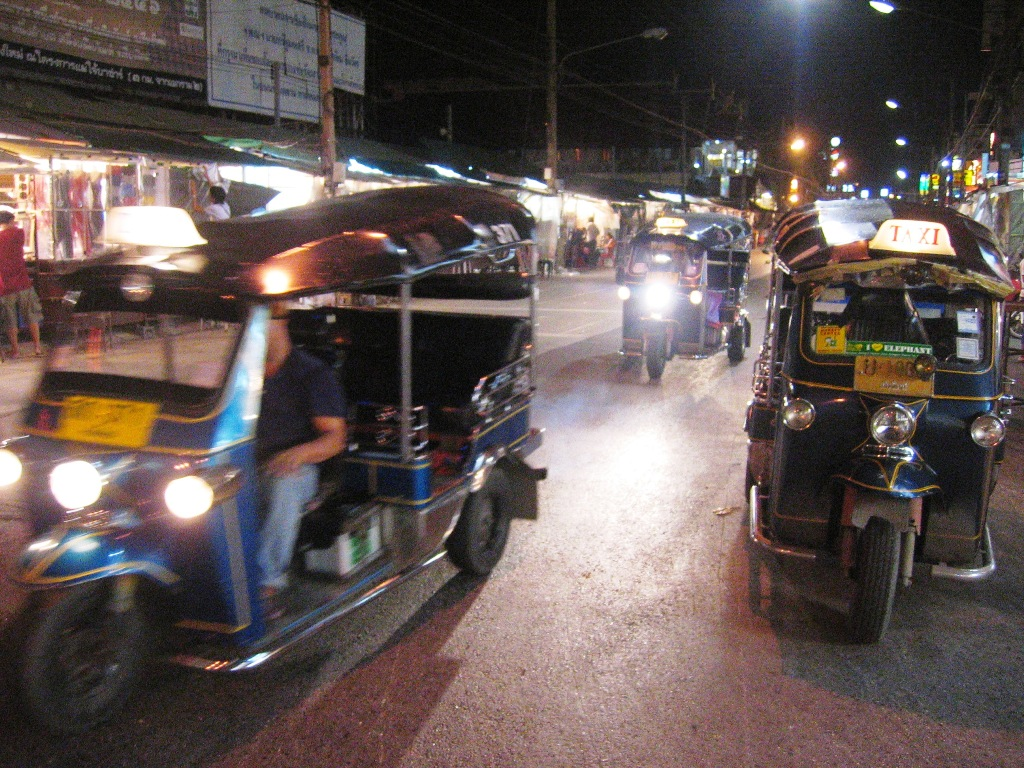
Typické thajské tuk-tuky

Doprava v Thajsku je systém způsobu dopravy lidí a nákladu v této asijské zemi. Je různorodá, přičemž nedominuje žádný konkrétní typ. Autobusová doprava převažuje při přepravě na dlouhé vzdálenosti, zatímco na venkově je dlouhodobě užívána železnice. Thajská vláda v budoucnu plánuje dopravní infrastrukturu rozšířit vybudováním vysokorychlostní železnice. Pro přepravu nákladu se používá hlavně silniční doprava.
Pro dopravu osob na krátké vzdálenosti jsou běžně používány motocykly. V Bangkoku, Pattaye a jiných velkých městech jsou provozovány motocyklové taxislužby (tzv. „moto-taxi“). Ve městech je hojně využívána přeprava tuk-tuky – motorovými tříkolkami se sedátkem za řidičem. Jejich výhodou je nízká cena. První linka nadzemního metra v Bangkoku byla otevřena v roce 1999 a denně tento systému v roce 2018 přepravil kolem 650 000 cestujících.
Přeprava soukromými automobily v 21. století prudce vzrostla. V roce 2015 bylo v Bangkoku registrováno 9 milionů automobilů, přičemž zdejší silnice dokáží zvládnout provoz maximálně 1,5 milionu vozidel. Dopravní zácpy jsou ve městě velmi častým jevem.
Vnitrostátní letecká doprava zaznamenala od roku 2010 nárůst popularity, většinou díky rozšiřování nabídky nízkonákladových dopravců, jakými jsou například Thai Air Asia a Nok Air. Lodní doprava je provozována v oblastech splavných vodními kanály. Ve venkovských oblastech se používají různé domácí dopravní prostředky, někdy i sloni.

## Železniční doprava

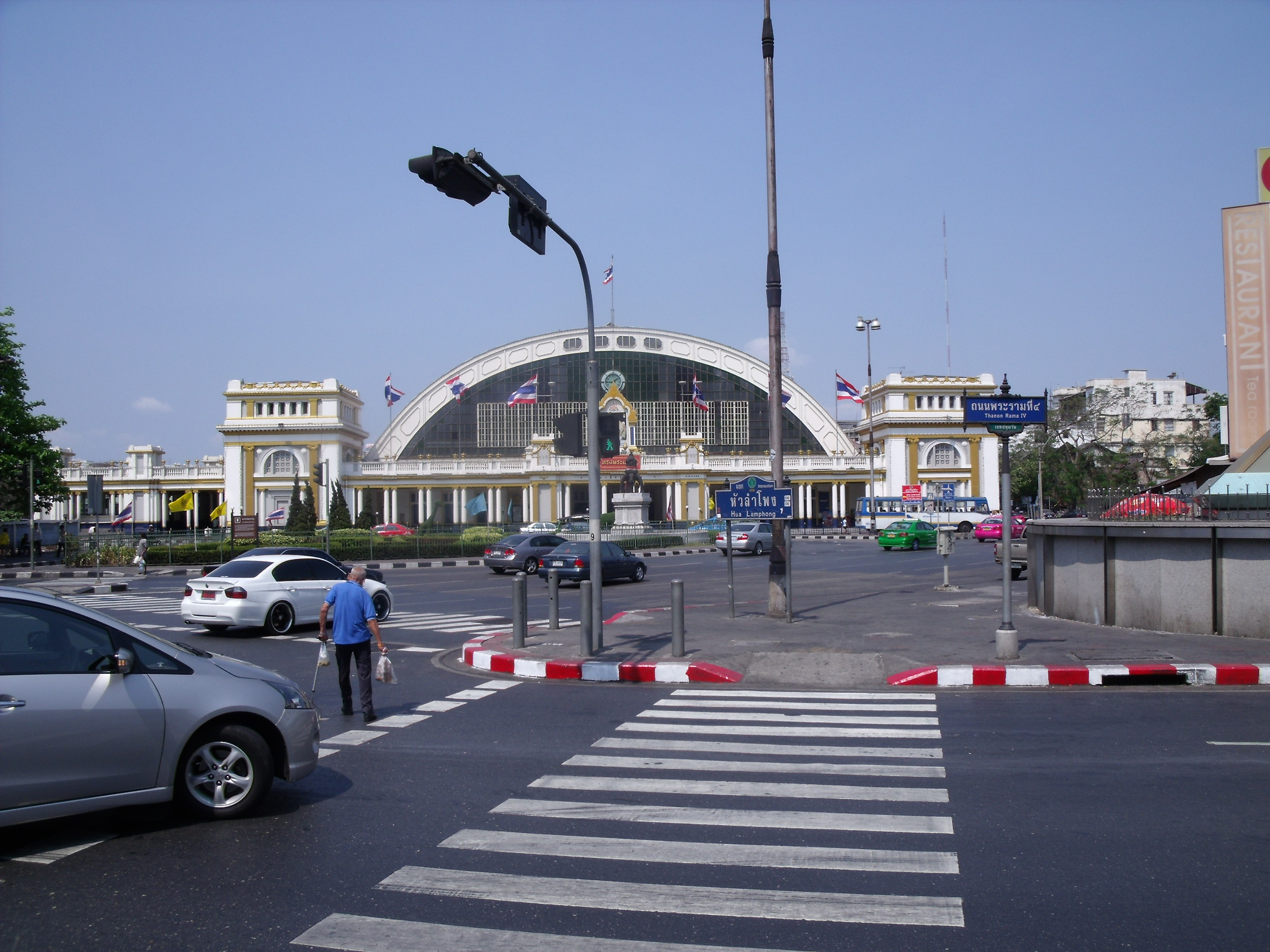
Železniční stanice v Bangkoku

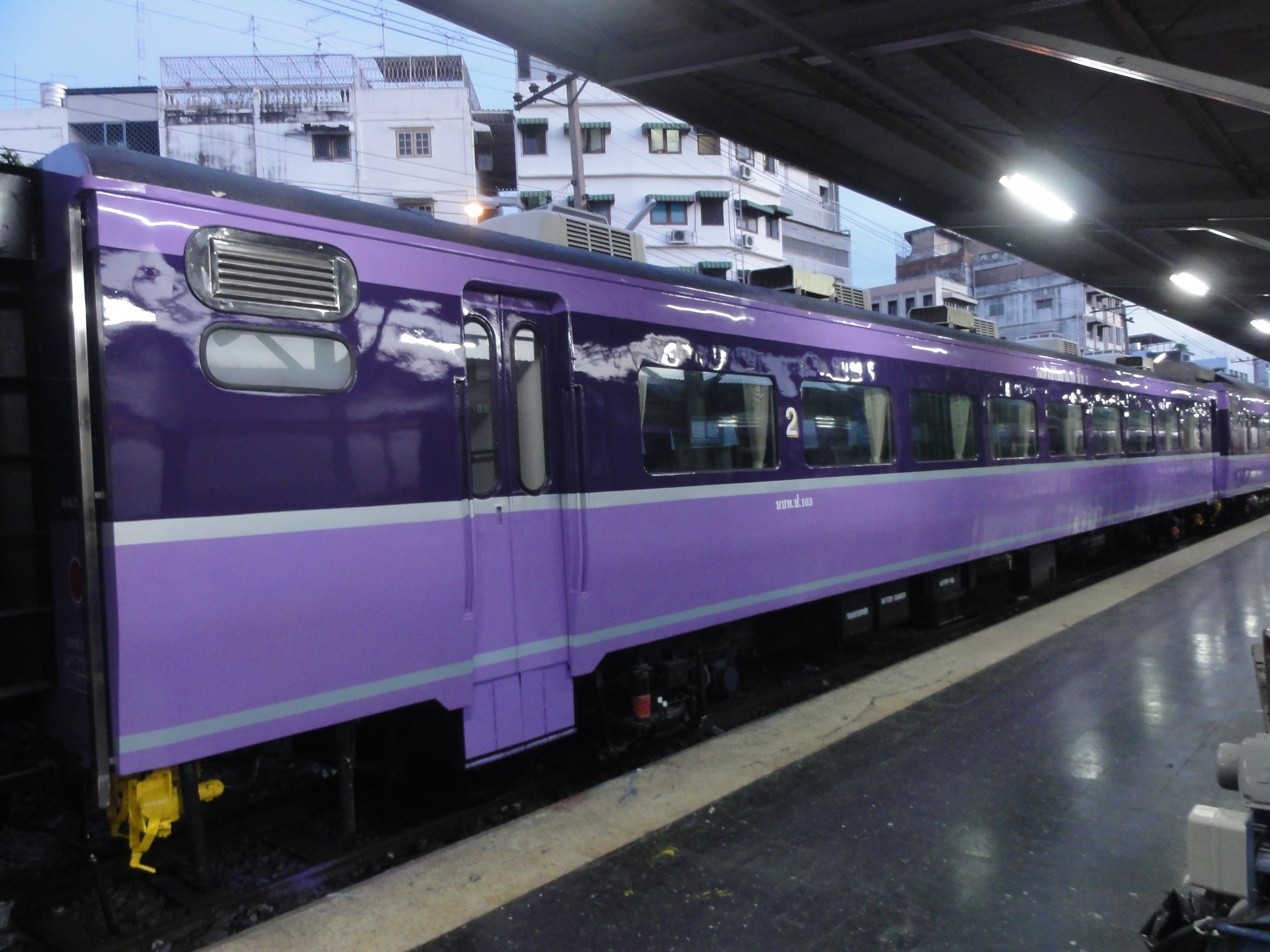
Vagon druhé třídy společnosti State Railway of Thailand na železniční stanici v Bangkoku

Železniční dopravu v Thajsku zabezpečuje státní dopravce State Railway of Thailand (SRT). Vlaky z Bangkoku odjíždí z Bangkok Railway Station (neoficiálně stanice Hua Lamphong). Infrastrukturu představuje okolo 4500 kilometrů kolejí, přičemž kromě Airport Link jsou všechny úzkorozchodné (1000 mm). Většina tratí je jednokolejná, ale některé důležité úseky v okolí Bangkoku jsou dvoukolejné či trojkolejné.
Veřejnost dlouhodobě vnímá SRT jako neefektivní a konzervativní. Vlaky mají většinou zpoždění a většina vybavení je stará a špatně udržovaná. SRT je i navzdory státním dotacím každý rok ve ztrátě, což z ní činí nejhůře hospodařící thajskou státní firmu. V roce 2017 hospodařila se ztrátou 17 miliard bahtů.
Do sousedních zemí vedou tři tratě. Trať do Malajsie využívá stejný rozchod 1000 mm, podobně jako trať do Laosu, která přes řeku Mekong prochází po Mostě přátelství. Trať spojující Thajsko s Kambodžou byla znovuotevřena v roce 2018, po 45 letech. Z trati do Myanmaru, vybudované za nelidských podmínek během 2. světové války, a přezdívané proto Železnice smrti, zůstalo v provozu 130 km na území Thajska.
Železniční dopravu v Bangkoku přestavují dálkové linky a některé příměstské vlaky, které jezdí během špičky, ale počet cestujících zůstává dlouhodobě nízký.

### Hromadná doprava

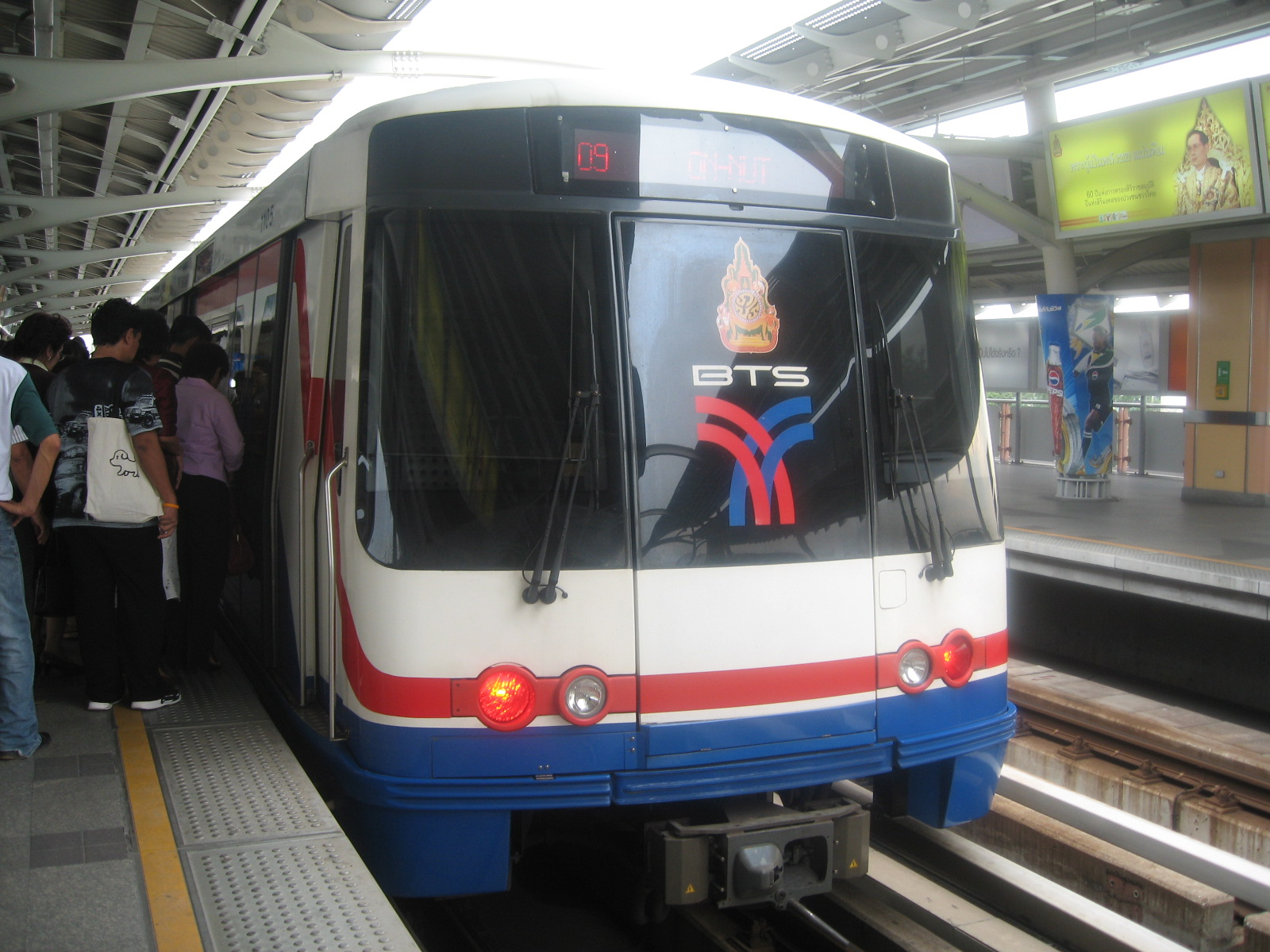
BTS Skytrain na zastávce Mo Chit

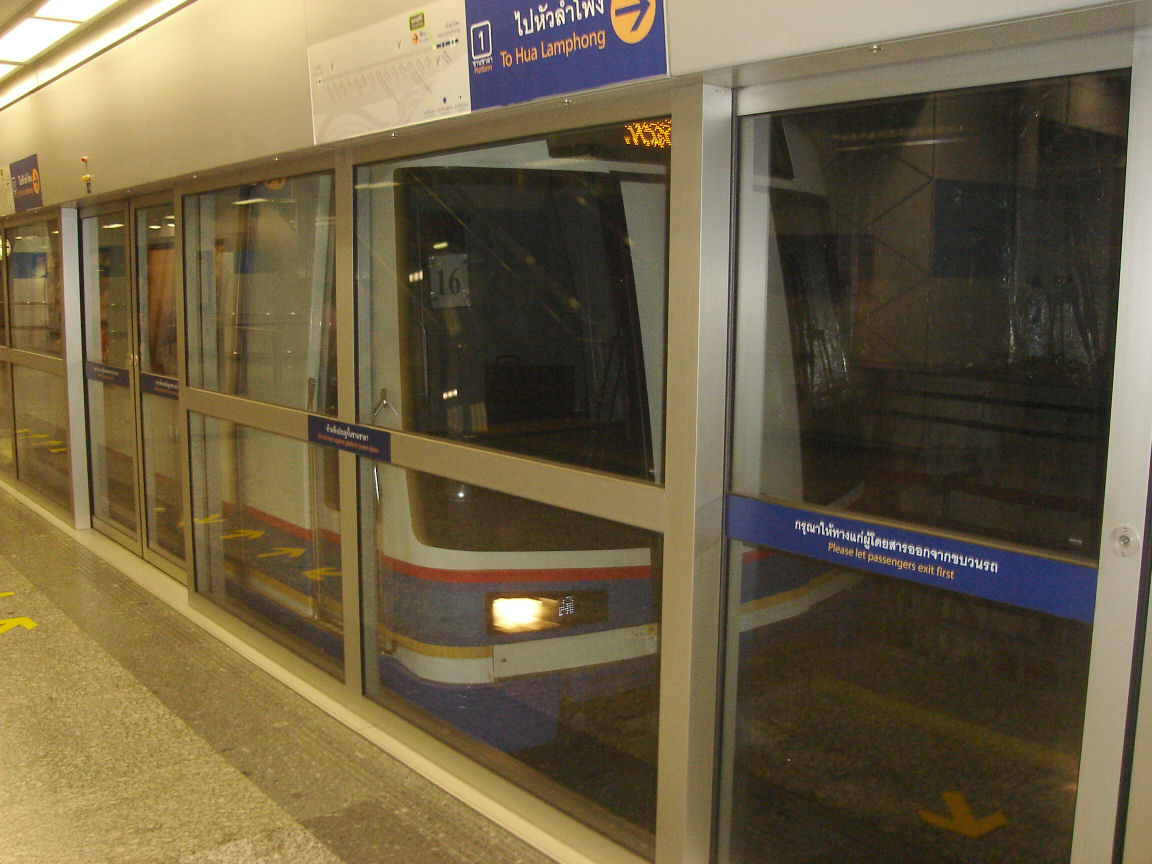
Metro v Bangkoku ve stanici Si Lom

#### Metropolitní oblast (Bangkok)
V Bangkoku se nacházejí tři systémy hromadné dopravy:
- Metropolitan Rapid Transit (MRT) se dvěma linkami
- Bangkok Skytrain (BTS) se dvěma linkami
- Suvarnabhumi Airport Link (ARL) s jednou linkou

#### Provincie Khon Kaen
V březnu 2016 thajská vláda schválila nový projekt lehkého metra v provincii Khon Kaen. První fází projektu bude 26 kilometrů dlouhá severo-jižní trať (North-South Railway). Tato oblast byla dříve obsluhována autobusy. Office of Transport and Traffic Policy and Planning (OTP) v únoru 2018 dokončila studii proveditelnosti. Hlavním investorem a provozovatelem má být soukromá společnost Khon Kaen Think Tank. Výstavba systému by měla trvat dva roky a stát 15 miliard bahtů (395 milionů EUR).

#### Ostatní provincie
Systémy hromadné dopravy byly sice navrženy i v ostatních provinciích, ale zatím nebyly schváleny.

## Silniční doprava
Podle údajů BBC z roku 2017 je v Thajsku 462 133 silnic, většinou zpevněných. Je zde registrováno 37 milionů vozidel, z nichž 20 milionů jsou motocykly.

### Bezpečnost
Na thajských silnicích zemře každý den 66 lidí, což představuje jednoho člověka každých 22 minut. 7 z nich jsou děti. Podle Světové zdravotnické organizace (WHO) jsou thajské silnice druhými nejsmrtelnějšími na světě. Nejvíce lidí zahyne na motocyklech (73 %), což představuje 48 z celkových 66 mrtvých denně. Za nimi s 13 % procenty následují automobilisté a chodci (8 %). Řidiči nákladních automobilů a cyklisté představují 2 %.
Nejnebezpečnějšími obdobími pro cestování jsou Nový rok a Songkran. Během Songkranu (11. – 17. duben) v roce 2016 zemřelo 442 a zraněno bylo 3656 lidí. Počet obětí během Nového roku 2017 (29. prosince 2016 – 4. ledna 2017) byl 478, počet zraněných 4128. V tomto období v roce 2016 zemřelo 380 lidí, přičemž statistiky úmrtnosti z let 2007 až 2017 jsou následující: 449 v roce 2007, 401 v 2008, 357 v 2009, 347 v 2010, 358 v 2011, 321 v 2012, 365 v 2013, 366 v 2014, 341 v 2015, 380 v 2016 a 478 v 2017. Jako největší problém se jeví lhostejnost vůči dodržování silničních předpisů. Collaborating Centre for Injury Prevention and Safety Promotion Světové zdravotnické organizace zjistilo, že pouze 4 % lidí, kteří poruší silniční předpisy, pokutu zaplatí a pouze 20 % porušovatelů zákona pokutu dostane, což může povzbuzovat řidiče v ignorování předpisů.

### Autobusy

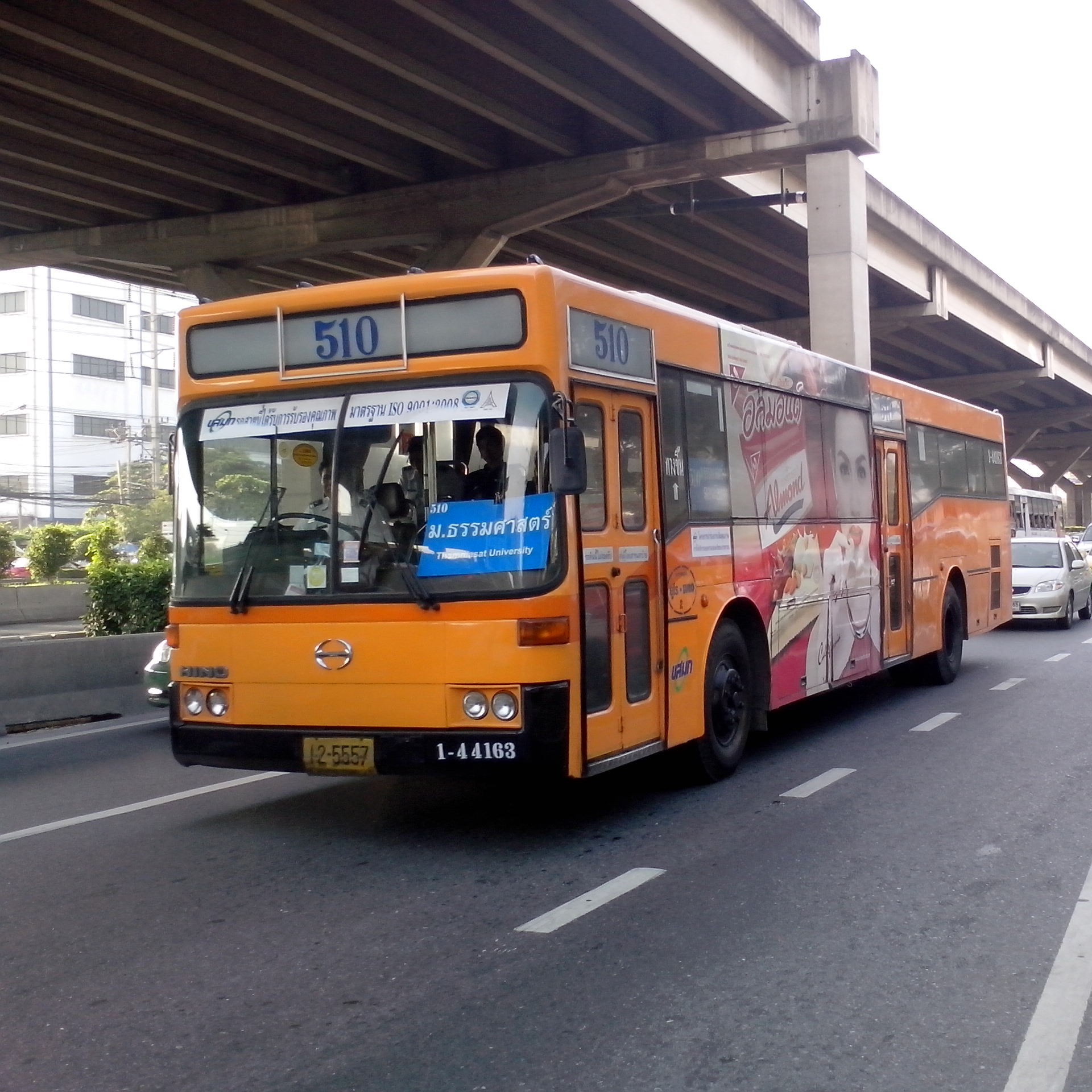
Klimatizovaný autobus BMTA

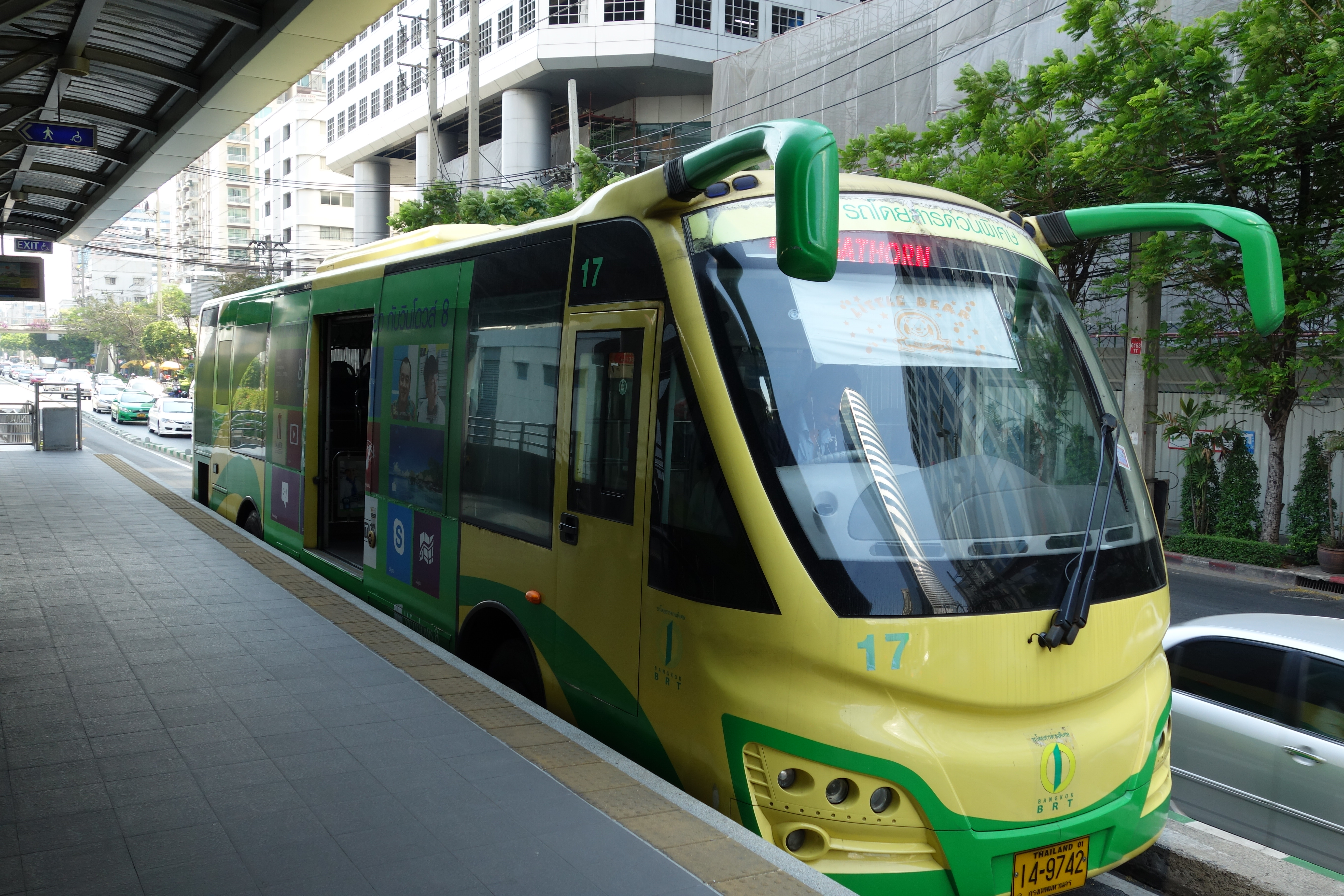
BRT autobus na konečné Sathon

Autobusy jsou častým způsobem přepravy lidí, nákladu ale i poštovních zásilek a jsou nejpopulárnější při cestování na delší vzdálenosti. V zásadě se regionální autobusy v Thajsku dělí na dvě kategorie:
- provozované státem vlastněnou The Transport Company, Ltd. (TCL). TCL byla založena v roce 1930 jako Aerial Transport of Siam Co., Ltd., během druhé světové války se stala státní firmou a jméno změnila v roce 1938. Autobusy TCL jsou snadno identifikovatelné díky zlatému znaku na každé straně autobusu. Pro Thajce je známá iniciálami บ ข ส.[23]
- provozované soukromými dopravci. Nabízejí stovky tras v různých kategoriích (expresní, VIP, lokální, klimatizované)

#### Veřejná autobusová doprava v Bangkoku
V Bangkoku je hlavním dopravcem Bangkok Mass Transit Authority (BMTA). Linky vedou napříč městem a na předměstí. Mnoho autobusových tras je v Bangkoku obsluhováno několika soukromými společnostmi, které někdy kopírují linky BMTA.

#### Metrobusový systém v Bangkoku
Bangkok BRT je systém metropolitních autobusů v Bangkoku. Z původně pěti plánovaných tras je od roku 2010 v provozu jen jedna: šestnáctikilometrová trasa má 12 zastávek.

### Další možnosti dopravy
Mezi další možnosti dopravy v Thajsku patří tuk-tuky, taxíky (v listopadu 2018 jich bylo celostátně registrováno 80 647), dodávky (minibusy) a songthaewy (minivany s otevřenou korbou a lavicemi k sezení).

## Letecká doprava

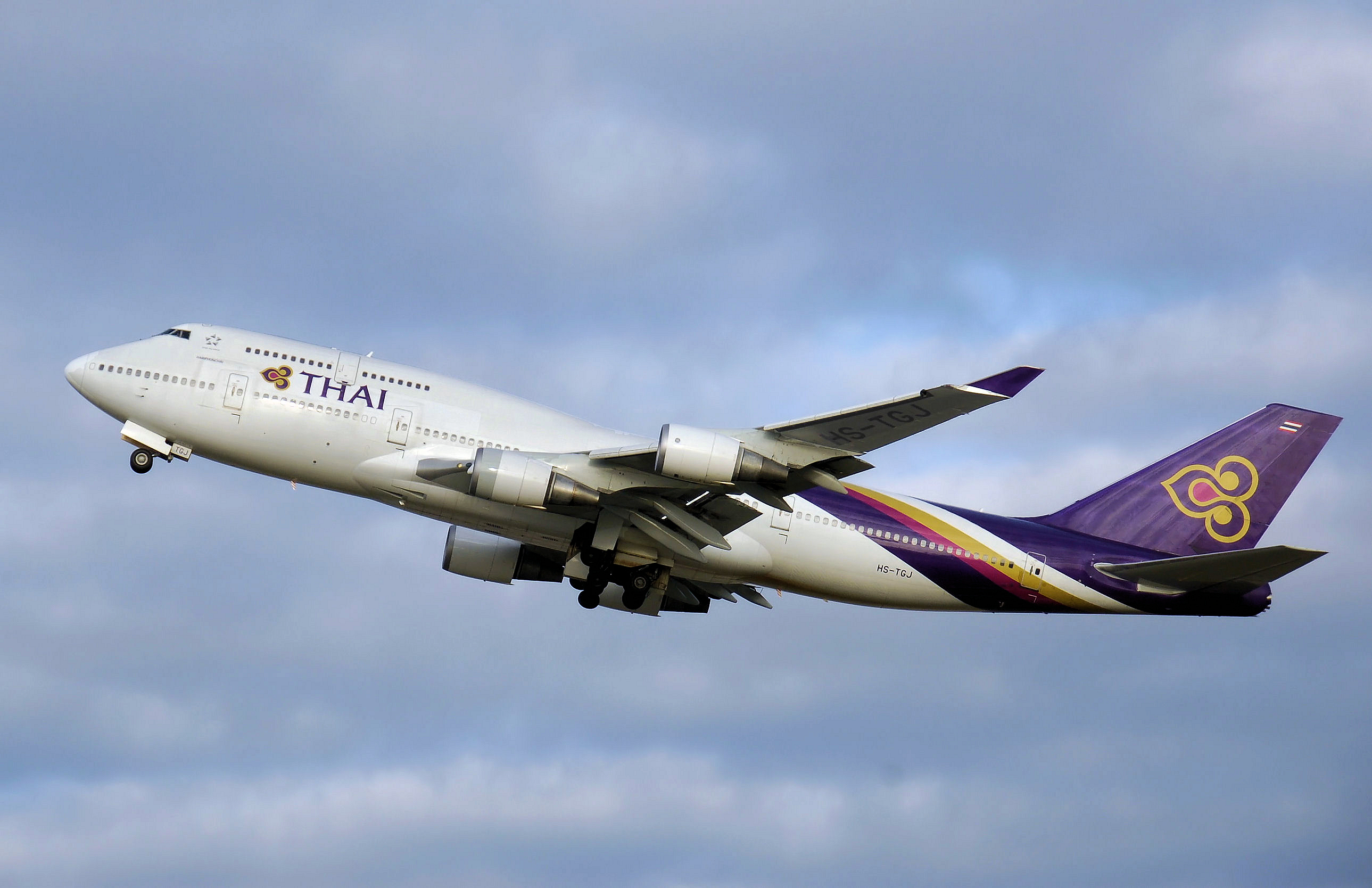
Boeing 747-400 národních aerolinií Thai Airways

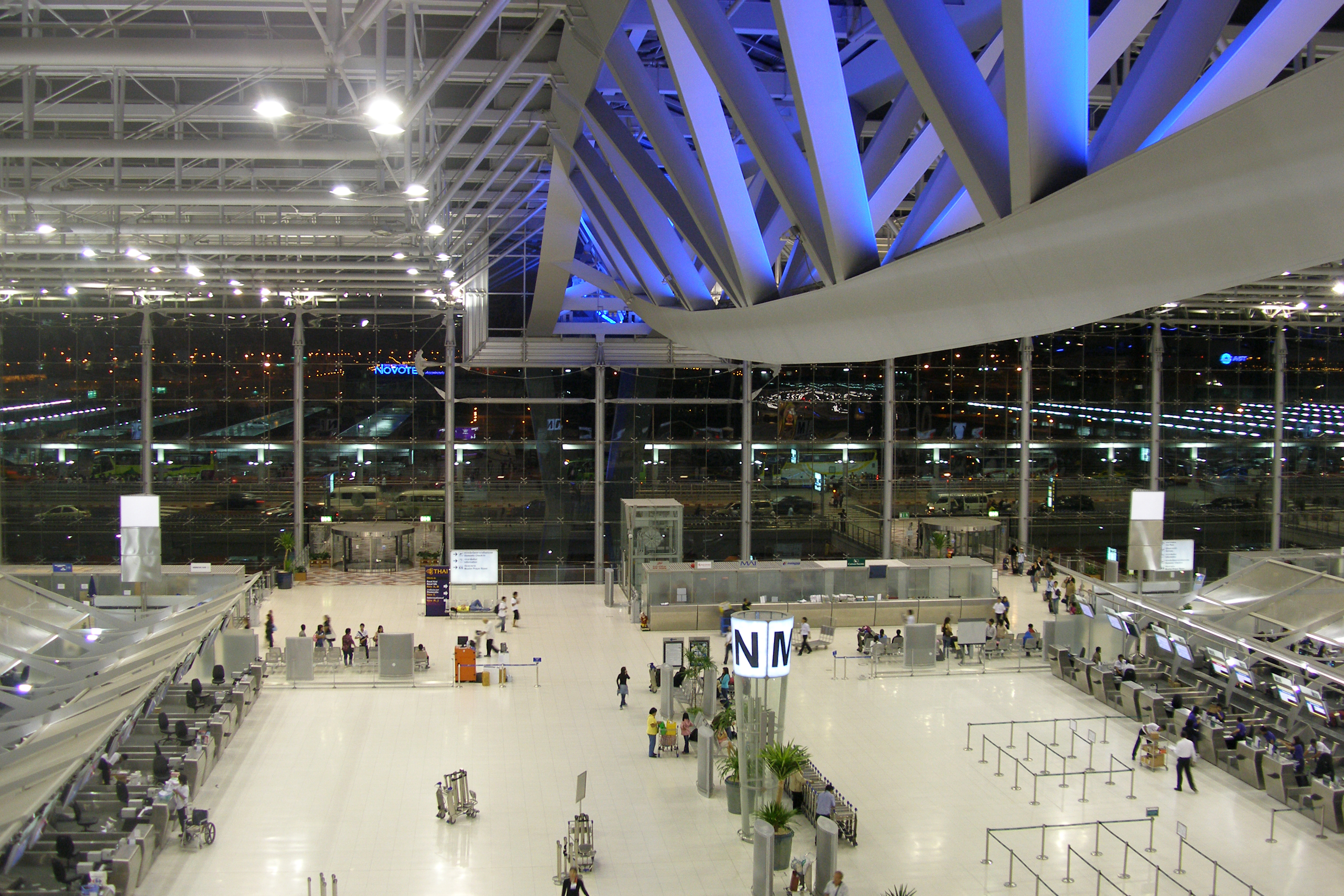
Letiště Bangkok-Suvarnabhumi, Thajsko

### Letiště
Thajsko má 101 letišť, z nichž 63 má zpevněné vzletové a přistávací dráhy. Heliportů je v zemi 7.

#### Významná mezinárodní letiště
- Suvarnabhumi Airport (BKK)
- Letiště Bangkok-Don Muang (DMK)
- Chiang Mai International Airport (CNX)
- Mae Fah Luang International Airport (CEI)
- Hat Yai International Airport (HDY)
- Phuket International Airport (HKT)
- Krabi International Airport (KBV)
- Letiště Koh Samui (USM)
- Surat Thani International Airport (URT)
- Udon Thani International Airport (UTH)
- U-Tapao International Airport (UTP)

### Aerolinie
Národními aeroliniemi jsou Thai Airways International, založené v roce 1960. Bangkok Airways se specializují převážně na asijské destinace. Mezi nízkonákladové letecké společnosti, které jsou rozšířeny od roku 2003, patří například Thai Smile, Thai AirAsia, Thai AirAsia X, Thai Lion Air, Thai VietJet Air a Nok Air.

## Vodní doprava

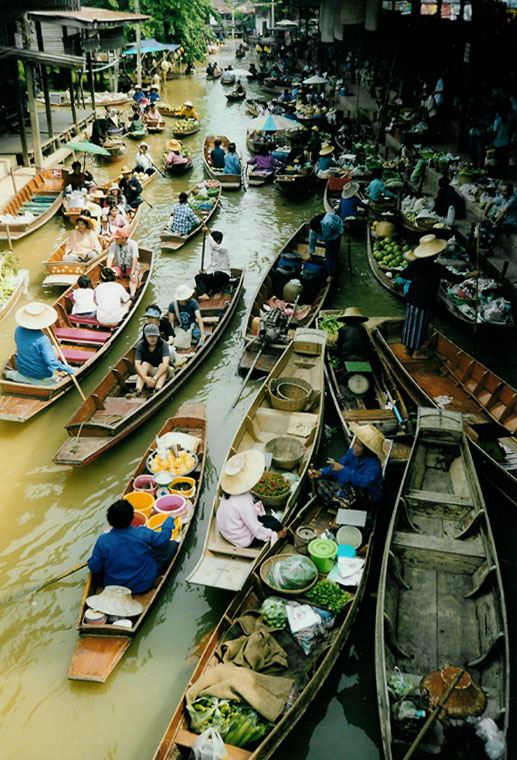
Plovoucí trh Damnoen Saduak v provincii Ratchaburi

V Thajsku se nachází 4000 km vodních kanálů, z nichž 3701 je splavných loděmi s ponorem do 0,9 metru. Existuje také mnoho malých vodních cest splavných menšími loděmi s mělkým ponorem, například čluny.

### Říční a kanálová doprava
Hlavní tepnou v Bangkoku je řeka Menam-Čao-Praja (Chao Phraya). Fungují na ní trajekty, vodní taxi (Chao Phraya Express Boat) a čluny. Obyvatelé využívají místní, zrychlené (angl. Semi-express) a expresní linky, i když křivolaké toky řek mohou způsobit, že cesta na nich je delší než autobusem. Na loď se dá nastoupit z mnoha stanovišť podél řeky.

### Trajekty
Trajektová spojení jsou dostupné mezi stovkami ostrovů a pevninou a také přes řeky, například Čao-Praja a Mekong.

### Mořská doprava
Doprava po moři v Thajsku je možná v Thajském zálivu a po Andamanském moři.
Seznam linek:
- Trat – Ko Chang
- Surat Thani – Ko Samui
- Phuket – Phi Phi Islands
- Phuket – Ao Nang
- Bang Pu – Hua Hin – Pranburi
- Bang Pu – Pattaya
- Pattaya – Hua Hin – Pranburi

### Přístavy
- Bangkok
- Laem Ngop
- Laem Chabang nedaleko Si Racha
- Pattani
- Phuket (Patong)
- Sattahip
- Songkhla
- Ranong
- Satun

Od roku 2010 loďstvo Thajského obchodního loďstva sestávalo z 363 lodí (1000 BRT a více), s celkovou kapacitou 1 834 809 BRT/2 949 558 DWT.
Podle typu zahrnovalo 31 lodí na sypký náklad, 99 nákladních lodí, 28 chemických a 114 ropných tankerů, 18 kontejnerových lodí, 36 lodí pro přepravu zkapalněného plynu, 1 osobní loď, 10 lodí pro cestující i náklad, 24 chladírenských nákladních lodí, 1 loď roll-on/roll-off a 1 další osobní loď.

## Potrubí
V Thajsku se nachází 5 900 km plynovodů, 2 km potrubí pro plynový kondenzát, 85 km potrubí pro zkapalněný ropný plyn, 1 km ropovodu a 1097 km potrubí pro ropné produkty.